# 嘉義縣各級學校列表
本列表為列舉嘉義縣現有的各級學校。

## 大專院校
| 學校名稱                       | 學校地址                    | 校地(公頃) | 學生人數 | 網址                        |
| 國立中正大學                   | 民雄鄉三興村大學路一段168號 | 130.6      | 12,115   | 首頁 （页面存档备份，存于） |
| 國立嘉義大學(民雄校區)         | 民雄鄉文隆村85號            | 20.3       | *12,781  | 首頁 （页面存档备份，存于） |
| 南華大學                       | 大林鎮中坑南華路一段55號    | 50.1       | 5,827    | 首頁 （页面存档备份，存于） |
| 長庚科技大學(嘉義校區)         | 朴子市嘉朴路西段2號         | 15.6       | *8,138   | 首頁 （页面存档备份，存于） |
| 吳鳳科技大學                   | 民雄鄉建國路二段117號       | 13.3       | 5,678    | 首頁 （页面存档备份，存于） |
| 崇仁醫護管理專科學校(大林校區) | 大林鎮湖北里大湖1之10號     | 12.1215    |          | 首頁 （页面存档备份，存于） |

標示 * 者為所有校區人數加總

## 高級中學
| 名稱                           | 類型   | 地址                    | 網址                        |
| 國立東石高級中學               | 普通型 | 朴子市大鄉里大槺榔253號 | 首頁 （页面存档备份，存于） |
| 國立新港藝術高級中學           | 普通型 | 新港鄉藝高路1號         | 首頁 （页面存档备份，存于） |
| 國立民雄高級農工職業學校       | 技術型 | 民雄鄉文隆村81號        | 首頁 （页面存档备份，存于） |
| 嘉義縣立竹崎高級中學           | 普通型 | 竹崎鄉文化路23號        | 首頁 （页面存档备份，存于） |
| 嘉義縣立永慶高級中學           | 普通型 | 太保市信義二路1號       | 首頁 （页面存档备份，存于） |
| 嘉義縣私立協同高級中學         | 普通型 | 民雄鄉建國路二段31號    | 首頁 （页面存档备份，存于） |
| 嘉義縣私立同濟高級中學         | 普通型 | 大林鎮中興路二段303號   | 首頁 （页面存档备份，存于） |
| 嘉義縣私立萬能高級工商職業學校 | 技術型 | 水上鄉萬能路1號         | 首頁 （页面存档备份，存于） |

## 國民中學
| 名稱                           | 地址                      | 網址                        |
| 嘉義縣立朴子國民中學           | 朴子市大同路245號         | 首頁 （页面存档备份，存于） |
| 嘉義縣立東石國民中學           | 朴子市山通路6號           | 首頁 （页面存档备份，存于） |
| 嘉義縣立太保國民中學           | 太保市太保里36號          | 首頁 （页面存档备份，存于） |
| 嘉義縣立嘉新國民中學           | 太保市中興路一段250號     | 首頁 （页面存档备份，存于） |
| 嘉義縣立永慶高級中學國中部     | 太保市信義二路1號         | 首頁 （页面存档备份，存于） |
| 嘉義縣立布袋國民中學           | 布袋鎮光復里六棟寮40號    | 首頁 （页面存档备份，存于） |
| 嘉義縣立過溝國民中學           | 東石鄉西崙村438號         | 首頁 （页面存档备份，存于） |
| 嘉義縣立大林國民中學           | 大林鎮大糖里中學路1號     | 首頁                        |
| 嘉義縣立新港國民中學           | 新港鄉福德路106號         | 首頁 （页面存档备份，存于） |
| 嘉義縣立民雄國民中學           | 民雄鄉西安路147號         | 首頁 （页面存档备份，存于） |
| 嘉義縣立大吉國民中學           | 民雄鄉大崎村內埔仔2-1號   | 首頁                        |
| 嘉義縣立六嘉國民中學           | 六腳鄉蒜頭村樹仁路1號     | 首頁 （页面存档备份，存于） |
| 嘉義縣立溪口國民中學           | 溪口鄉坪頂村中正東路103號 | 首頁 （页面存档备份，存于） |
| 嘉義縣立鹿草國民中學           | 鹿草鄉鹿草村鹿草路132號   | 首頁 （页面存档备份，存于） |
| 嘉義縣立東榮國民中學           | 東石鄉永屯村屯子頭39-2號  | 首頁 （页面存档备份，存于） |
| 嘉義縣立水上國民中學           | 水上鄉水上村進學街45號    | 首頁 （页面存档备份，存于） |
| 嘉義縣立忠和國民中學           | 水上鄉忠和村一鄰6號之2    | 首頁 （页面存档备份，存于） |
| 嘉義縣立中埔國民中學           | 中埔鄉中埔村177號         | 首頁 （页面存档备份，存于） |
| 嘉義縣立昇平國民中學           | 竹崎鄉內埔村元興路138號   | 首頁 （页面存档备份，存于） |
| 嘉義縣立竹崎高級中學國中部     | 竹崎鄉文化路23號          | 首頁 （页面存档备份，存于） |
| 嘉義縣立義竹國民中學           | 義竹鄉岸腳村59之2號       | 首頁 （页面存档备份，存于） |
| 嘉義縣立民和國民中學           | 番路鄉下坑村菜公店30號    | 首頁                        |
| 嘉義縣立梅山國民中學           | 梅山鄉健康街136號         | 首頁 （页面存档备份，存于） |
| 嘉義縣立大埔國民中小學國中部   | 大埔鄉茄苳村竹圍仔5號     | 首頁 （页面存档备份，存于） |
| 嘉義縣立阿里山國民中小學國中部 | 阿里山鄉樂野村1鄰31號     | 首頁 （页面存档备份，存于） |
| 嘉義縣豐山實驗教育學校         | 阿里山鄉豐山村47號        | 首頁 （页面存档备份，存于） |
| 嘉義縣私立同濟高級中學國中部   | 大林鎮中興路二段303號     | 首頁 （页面存档备份，存于） |
| 嘉義縣私立協同高級中學國中部   | 民雄鄉建國路二段31號      | 首頁 （页面存档备份，存于） |

## 國民小學

### 朴子市
| 名稱                     | 地址                    | 網址                                                          |
| 嘉義縣朴子市朴子國民小學 | 朴子市山通路11號        | http://www.ptps.cyc.edu.tw/default.asp （页面存档备份，存于） |
| 嘉義縣朴子市大同國民小學 | 朴子市大同路239號       | http://www.ttps.cyc.edu.tw （页面存档备份，存于）             |
| 嘉義縣朴子市雙溪國民小學 | 朴子市雙溪里雙溪口30號  | http://www.ssps.cyc.edu.tw/ （页面存档备份，存于）            |
| 嘉義縣朴子市竹村國民小學 | 朴子市竹村里鴨母寮36號  | http://www.jtps.cyc.edu.tw/ （页面存档备份，存于）            |
| 嘉義縣朴子市松梅國民小學 | 朴子市松華里牛挑灣345號 | https://www.smps.cyc.edu.tw/ （页面存档备份，存于）           |
| 嘉義縣朴子市大鄉國民小學 | 朴子市大鄉里大槺榔560號 | http://www.dsps.cyc.edu.tw/ （页面存档备份，存于）            |
| 嘉義縣朴子市祥和國民小學 | 朴子市祥和二路西段9號   | http://www.shps.cyc.edu.tw/ （页面存档备份，存于）            |

### 太保市
| 名稱                     | 地址                  | 網址                                               |
| 嘉義縣太保市太保國民小學 | 太保市太保里31號      | http://www.tbps.cyc.edu.tw （页面存档备份，存于）  |
| 嘉義縣太保市安東國民小學 | 太保市崙頂里1號       | http://www.adps.cyc.edu.tw/ （页面存档备份，存于） |
| 嘉義縣太保市南新國民小學 | 太保市中山路一段140號 | http://www.nsps.cyc.edu.tw/ （页面存档备份，存于） |
| 嘉義縣太保市新埤國民小學 | 太保市新埤里214號     | http://www.spps.cyc.edu.tw/ （页面存档备份，存于） |

### 布袋鎮
| 名稱                             | 地址                | 網址                                                |
| 嘉義縣布袋鎮布袋國民小學         | 布袋鎮新厝里65號    | http://www.ptes.cyc.edu.tw/ （页面存档备份，存于）  |
| 嘉義縣布袋鎮景山國民小學         | 布袋鎮東港里136號   | http://www.jsps.cyc.edu.tw/ （页面存档备份，存于）  |
| 嘉義縣布袋鎮景山國民小學振寮分校 | 布袋鎮振寮里194號   | http://www.jsps.cyc.edu.tw/ （页面存档备份，存于）  |
| 嘉義縣布袋鎮永安國民小學         | 布袋鎮永安里126-2號 | http://www.yaps.cyc.edu.tw/ （页面存档备份，存于）  |
| 嘉義縣布袋鎮過溝國民小學         | 布袋鎮中安里頂厝1號 | http://www.ggps.cyc.edu.tw （页面存档备份，存于）   |
| 嘉義縣布袋鎮貴林國民小學         | 布袋鎮樹林里82號    | http://www.glps.cyc.edu.tw （页面存档备份，存于）   |
| 嘉義縣布袋鎮新塭國民小學         | 布袋鎮新民里374號   | http://www.sups.cyc.edu.tw （页面存档备份，存于）   |
| 嘉義縣布袋鎮新岑國民小學         | 布袋鎮新岑里4號     | http://www.scps.cyc.edu.tw/ （页面存档备份，存于）  |
| 嘉義縣布袋鎮好美國民小學         | 布袋鎮好美里106號   | http://www.hmes.cyc.edu.tw/ （页面存档备份，存于）  |
| 嘉義縣布袋鎮布新國民小學         | 布袋鎮文昌街61號    | https://www.bsps.cyc.edu.tw/ （页面存档备份，存于） |

### 大林鎮
| 名稱                             | 地址                   | 網址                                               |
| 嘉義縣大林鎮大林國民小學         | 大林鎮中正路423號      | http://www.tles.cyc.edu.tw/ （页面存档备份，存于） |
| 嘉義縣大林鎮大林國民小學排路分校 | 大林鎮排路里231號      | http://www.tles.cyc.edu.tw/ （页面存档备份，存于） |
| 嘉義縣大林鎮三和國民小學         | 大林鎮中興路2段937號   | http://www.shes.cyc.edu.tw/ （页面存档备份，存于） |
| 嘉義縣大林鎮中林國民小學         | 大林鎮中林里147號      | http://www.cles.cyc.edu.tw/ （页面存档备份，存于） |
| 嘉義縣大林鎮社團國民小學         | 大林鎮三角里下林頭51號 | http://www.stps.cyc.edu.tw （页面存档备份，存于）  |
| 嘉義縣大林鎮平林國民小學         | 大林鎮民權路80號       | http://www.ples.cyc.edu.tw/ （页面存档备份，存于） |

### 民雄鄉
| 名稱                     | 地址                      | 網址                                                                   |
| 嘉義縣民雄鄉民雄國民小學 | 民雄鄉中樂村民族路43號    | http://www.mhps.cyc.edu.tw/school/web/index.php （页面存档备份，存于） |
| 嘉義縣民雄鄉東榮國民小學 | 民雄鄉頂崙村105號         | http://www.trps.cyc.edu.tw/ （页面存档备份，存于）                     |
| 嘉義縣民雄鄉三興國民小學 | 民雄鄉三興村陳厝寮55號    | http://www.sasps.cyc.edu.tw （页面存档备份，存于）                     |
| 嘉義縣民雄鄉菁埔國民小學 | 民雄鄉菁埔村130-3號       | http://www.cpps.cyc.edu.tw/ （页面存档备份，存于）                     |
| 嘉義縣民雄鄉興中國民小學 | 民雄鄉興中村30號          | http://www.sces.cyc.edu.tw （页面存档备份，存于）                      |
| 嘉義縣民雄鄉秀林國民小學 | 民雄鄉北斗村北勢子17號    | http://www.sles.cyc.edu.tw/ （页面存档备份，存于）                     |
| 嘉義縣民雄鄉松山國民小學 | 民雄鄉松山村松子腳43-1號  | http://www.sses.cyc.edu.tw/ （页面存档备份，存于）                     |
| 嘉義縣民雄鄉大崎國民小學 | 民雄鄉秀林村林子尾66號    | http://www.dcps.cyc.edu.tw （页面存档备份，存于）                      |
| 嘉義縣民雄鄉福樂國民小學 | 民雄鄉福樂村光明二街191號 | http://www.flps.cyc.edu.tw （页面存档备份，存于）                      |

### 溪口鄉
| 名稱                             | 地址                   | 網址                                                |
| 嘉義縣溪口鄉溪口國民小學         | 溪口鄉溪北村中山路53號 | http://www.skes.cyc.edu.tw （页面存档备份，存于）   |
| 嘉義縣溪口鄉美林國民小學         | 溪口鄉美北村78-3號     | http://www.mlps.cyc.edu.tw （页面存档备份，存于）   |
| 嘉義縣溪口鄉柴林國民小學         | 溪口鄉柴林村107號      | http://www.chlps.cyc.edu.tw/ （页面存档备份，存于） |
| 嘉義縣溪口鄉柳溝國民小學         | 溪口鄉柳溝村南靖厝5號  | http://www.lgps.cyc.edu.tw （页面存档备份，存于）   |
| 嘉義縣溪口鄉柳溝國民小學疊溪分校 | 溪口鄉疊溪村10-1號     | http://www.lgps.cyc.edu.tw （页面存档备份，存于）   |

### 新港鄉
| 名稱                     | 地址                    | 網址                                                        |
| 嘉義縣新港鄉新港國民小學 | 新港鄉福德村登雲路105號 | http://www.hkps.cyc.edu.tw/index.php （页面存档备份，存于） |
| 嘉義縣新港鄉文昌國民小學 | 新港鄉宮前村古民街12號  | http://www.wcps.cyc.edu.tw （页面存档备份，存于）           |
| 嘉義縣新港鄉月眉國民小學 | 新港鄉月眉村20鄰123號   | http://www.ymps.cyc.edu.tw （页面存档备份，存于）           |
| 嘉義縣新港鄉古民國民小學 | 新港鄉古民村161號       | http://www.gmps.cyc.edu.tw （页面存档备份，存于）           |
| 嘉義縣新港鄉復興國民小學 | 新港鄉北崙村75-4號      | http://www.fsps.cyc.edu.tw （页面存档备份，存于）           |
| 嘉義縣新港鄉安和國民小學 | 新港鄉安和村46號        | http://www.ahps.cyc.edu.tw/ （页面存档备份，存于）          |

### 六腳鄉
| 名稱                             | 地址                | 網址                                               |
| 嘉義縣六腳鄉蒜頭國民小學         | 六腳鄉蒜頭村188號   | http://www.shtes.cyc.edu.tw （页面存档备份，存于） |
| 嘉義縣六腳鄉蒜頭國民小學潭墘分校 | 六腳鄉潭墘村50-1號  | http://www.shtes.cyc.edu.tw （页面存档备份，存于） |
| 嘉義縣六腳鄉六腳國民小學         | 六腳鄉六腳村105號   | http://www.ljps.cyc.edu.tw （页面存档备份，存于）  |
| 嘉義縣六腳鄉六美國民小學         | 六腳鄉六斗村31號    | http://www.lmes.cyc.edu.tw/ （页面存档备份，存于） |
| 嘉義縣六腳鄉灣內國民小學         | 六腳鄉灣南村15鄰6號 | http://www.wnps.cyc.edu.tw/ （页面存档备份，存于） |
| 嘉義縣六腳鄉更寮國民小學         | 六腳鄉更寮村19號    | http://www.gles.cyc.edu.tw （页面存档备份，存于）  |
| 嘉義縣六腳鄉北美國民小學         | 六腳鄉崙陽村122號   | http://www.bmps.cyc.edu.tw/ （页面存档备份，存于） |

### 東石鄉
| 名稱                             | 地址                     | 網址                                               |
| 嘉義縣東石鄉東石國民小學         | 東石鄉猿樹村117號        | http://www.tsps.cyc.edu.tw/ （页面存档备份，存于） |
| 嘉義縣東石鄉東石國民小學型厝分校 | 東石鄉型厝村型厝寮66-1號 | http://www.tsps.cyc.edu.tw/ （页面存档备份，存于） |
| 嘉義縣東石鄉塭港國民小學         | 東石鄉塭港村170號        | http://www.ugps.cyc.edu.tw/ （页面存档备份，存于） |
| 嘉義縣東石鄉三江國民小學         | 東石鄉三家村16號         | http://www.sjps.cyc.edu.tw （页面存档备份，存于）  |
| 嘉義縣東石鄉龍港國民小學         | 東石鄉龍港村113號        | http://www.lges.cyc.edu.tw （页面存档备份，存于）  |
| 嘉義縣東石鄉下揖國民小學         | 東石鄉下楫村147號        | http://www.sjes.cyc.edu.tw/ （页面存档备份，存于） |
| 嘉義縣東石鄉港墘國民小學         | 東石鄉港墘村64號         | http://www.kcps.cyc.edu.tw/ （页面存档备份，存于） |
| 嘉義縣東石鄉龍崗國民小學         | 東石鄉西崙村131號        | http://www.logps.cyc.edu.tw （页面存档备份，存于） |
| 嘉義縣東石鄉網寮國民小學         | 東石鄉網寮村鹽田27號     | http://www.wlps.cyc.edu.tw/ （页面存档备份，存于） |

### 鹿草鄉
| 名稱                     | 地址                    | 網址                                                        |
| 嘉義縣鹿草鄉鹿草國民小學 | 鹿草鄉西井村長壽路221號 | http://www.ltes.cyc.edu.tw/ （页面存档备份，存于）          |
| 嘉義縣鹿草鄉重寮國民小學 | 鹿草鄉重寮村160號       | http://www.clps.cyc.edu.tw （页面存档备份，存于）           |
| 嘉義縣鹿草鄉下潭國民小學 | 鹿草鄉光潭村8鄰196號    | http://www.htps.cyc.edu.tw （页面存档备份，存于）           |
| 嘉義縣鹿草鄉竹圍國民小學 | 鹿草鄉松竹村69號        | http://www.jyps.cyc.edu.tw/index.php （页面存档备份，存于） |
| 嘉義縣鹿草鄉後塘國民小學 | 鹿草鄉三角村毛蟹行11號  | http://www.htes.cyc.edu.tw/ （页面存档备份，存于）          |

### 義竹鄉
| 名稱                             | 地址                    | 網址                                               |
| 嘉義縣義竹鄉義竹國民小學         | 義竹鄉六桂村義竹208號   | http://www.icps.cyc.edu.tw/ （页面存档备份，存于） |
| 嘉義縣義竹鄉光榮國民小學         | 義竹鄉東光村東後寮64號  | http://www.krps.cyc.edu.tw （页面存档备份，存于）  |
| 嘉義縣義竹鄉過路國民小學         | 義竹鄉西過村過路279號   | http://www.gulps.cyc.edu.tw （页面存档备份，存于） |
| 嘉義縣義竹鄉和順國民小學         | 義竹鄉官順村竿子寮356號 | http://www.hsps.cyc.edu.tw/ （页面存档备份，存于） |
| 嘉義縣義竹鄉南興國民小學         | 義竹鄉新店村新店77號    | http://www.nses.cyc.edu.tw/ （页面存档备份，存于） |
| 嘉義縣義竹鄉南興國民小學東華分校 | 義竹鄉平溪村1號         | http://www.nses.cyc.edu.tw/ （页面存档备份，存于） |

### 水上鄉
| 名稱                             | 地址                     | 網址                                               |
| 嘉義縣水上鄉水上國民小學         | 水上鄉水上村正義路182號  | http://www.shsps.cyc.edu.tw （页面存档备份，存于） |
| 嘉義縣水上鄉大崙國民小學         | 水上鄉大崙村111號        | http://www.dlps.cyc.edu.tw （页面存档备份，存于）  |
| 嘉義縣水上鄉大崙國民小學塗溝分校 | 水上鄉塗溝村1-1號        | http://www.dlps.cyc.edu.tw （页面存档备份，存于）  |
| 嘉義縣水上鄉柳林國民小學         | 水上鄉柳林村92號         | http://www.llps.cyc.edu.tw （页面存档备份，存于）  |
| 嘉義縣水上鄉忠和國民小學         | 水上鄉忠和村檳榔樹角35號 | http://www.jhps.cyc.edu.tw （页面存档备份，存于）  |
| 嘉義縣水上鄉義興國民小學         | 水上鄉義興村2之1號       | http://www.ysps.cyc.edu.tw （页面存档备份，存于）  |
| 嘉義縣水上鄉成功國民小學         | 水上鄉三界村153號        | http://www.ckps.cyc.edu.tw （页面存档备份，存于）  |
| 嘉義縣水上鄉北回國民小學         | 水上鄉三和村榮典路100號  | http://www.bhps.cyc.edu.tw/ （页面存档备份，存于） |
| 嘉義縣水上鄉南靖國民小學         | 水上鄉靖和村46號         | http://www.njps.cyc.edu.tw/ （页面存档备份，存于） |

### 中埔鄉
| 名稱                     | 地址                      | 網址                                                |
| 嘉義縣中埔鄉中埔國民小學 | 中埔鄉中埔村中正路1號     | http://www.jpps.cyc.edu.tw （页面存档备份，存于）   |
| 嘉義縣中埔鄉大有國民小學 | 中埔鄉裕民村石頭厝17-1號  | http://www.dyps.cyc.edu.tw/ （页面存档备份，存于）  |
| 嘉義縣中埔鄉中山國民小學 | 中埔鄉石硦村13鄰22號      | http://www.csps.cyc.edu.tw/ （页面存档备份，存于）  |
| 嘉義縣中埔鄉頂六國民小學 | 中埔鄉金蘭村頂山門25號    | https://www.tlps.cyc.edu.tw/ （页面存档备份，存于） |
| 嘉義縣中埔鄉和睦國民小學 | 中埔鄉和美村後庄16號      | http://www.hmps.cyc.edu.tw （页面存档备份，存于）   |
| 嘉義縣中埔鄉同仁國民小學 | 中埔鄉同仁村同仁24號      | http://www.tres.cyc.edu.tw （页面存档备份，存于）   |
| 嘉義縣中埔鄉沄水國民小學 | 中埔鄉沄水村5鄰試驗場16號 | https://www.yses.cyc.edu.tw/ （页面存档备份，存于） |
| 嘉義縣中埔鄉社口國民小學 | 中埔鄉隆興村2鄰8號        | http://www.shkps.cyc.edu.tw/ （页面存档备份，存于） |
| 嘉義縣中埔鄉和興國民小學 | 中埔鄉和興村和興路91號    | http://www.hhps.cyc.edu.tw （页面存档备份，存于）   |

### 番路鄉
| 名稱                     | 地址                   | 網址                                                |
| 嘉義縣番路鄉民和國民小學 | 番路鄉下坑村菜公店91號 | http://www.mhes.cyc.edu.tw （页面存档备份，存于）   |
| 嘉義縣番路鄉內甕國民小學 | 番路鄉內甕村凸湖1-1號  | http://www.nwps.cyc.edu.tw/ （页面存档备份，存于）  |
| 嘉義縣番路鄉黎明國民小學 | 番路鄉觸口村觸口164號  | http://www.limps.cyc.edu.tw/ （页面存档备份，存于） |
| 嘉義縣番路鄉大湖國民小學 | 番路鄉大湖村下坪仔8號  | https://www.dhes.cyc.edu.tw/ （页面存档备份，存于） |
| 嘉義縣番路鄉隙頂國民小學 | 番路鄉公田村隙頂40號   | http://www.sdps.cyc.edu.tw （页面存档备份，存于）   |

### 竹崎鄉
| 名稱                     | 地址                    | 網址                                                |
| 嘉義縣竹崎鄉竹崎國民小學 | 竹崎鄉竹崎村文化路28號  | http://www.jcps.cyc.edu.tw/ （页面存档备份，存于）  |
| 嘉義縣竹崎鄉龍山國民小學 | 竹崎鄉龍山村水道頭70號  | http://www.lsps.cyc.edu.tw （页面存档备份，存于）   |
| 嘉義縣竹崎鄉鹿滿國民小學 | 竹崎鄉鹿滿村鹿鳴路2號   | http://www.lmps.cyc.edu.tw/ （页面存档备份，存于）  |
| 嘉義縣竹崎鄉圓崇國民小學 | 竹崎鄉灣橋村387巷28號   | http://www.ytps.cyc.edu.tw/ （页面存档备份，存于）  |
| 嘉義縣竹崎鄉內埔國民小學 | 竹崎鄉內埔村元興路2號   | http://www.npps.cyc.edu.tw （页面存档备份，存于）   |
| 嘉義縣竹崎鄉桃源國民小學 | 竹崎鄉桃源村78號        | http://www.typs.cyc.edu.tw （页面存档备份，存于）   |
| 嘉義縣竹崎鄉中和國民小學 | 竹崎鄉中和村奮起湖215號 | http://www.chps.cyc.edu.tw/ （页面存档备份，存于）  |
| 嘉義縣竹崎鄉中興國民小學 | 竹崎鄉中和村石棹10號之1 | http://www.cses.cyc.edu.tw/ （页面存档备份，存于）  |
| 嘉義縣竹崎鄉光華國民小學 | 竹崎鄉光華村4鄰10號     | http://www.ghps.cyc.edu.tw （页面存档备份，存于）   |
| 嘉義縣竹崎鄉義仁國民小學 | 竹崎鄉義和村山子門22號  | http://www.yrps.cyc.edu.tw/ （页面存档备份，存于）  |
| 嘉義縣竹崎鄉沙坑國民小學 | 竹崎鄉沙坑村8鄰57-2號   | http://www.sakps.cyc.edu.tw/ （页面存档备份，存于） |

### 梅山鄉
| 名稱                             | 地址                      | 網址                                                        |
| 嘉義縣梅山鄉梅山國民小學         | 梅山鄉中山路28之1號       | http:///www.msps.cyc.edu.tw                                 |
| 嘉義縣梅山鄉梅圳國民小學         | 梅山鄉圳南村三源23號      | http://www.mjps.cyc.edu.tw/ （页面存档备份，存于）          |
| 嘉義縣梅山鄉太平國民小學         | 梅山鄉太平村大坪4號       | http://www.tpps.cyc.edu.tw （页面存档备份，存于）           |
| 嘉義縣梅山鄉太興國民小學         | 梅山鄉太興村4鄰4號        | http://www.tses.cyc.edu.tw/index.php （页面存档备份，存于） |
| 嘉義縣梅山鄉瑞里國民小學         | 梅山鄉瑞里村112號         | http://www.rlps.cyc.edu.tw/ （页面存档备份，存于）          |
| 嘉義縣梅山鄉大南國民小學         | 梅山鄉大南村2鄰大草埔15號 | http://www.dnps.cyc.edu.tw/ （页面存档备份，存于）          |
| 嘉義縣梅山鄉大南國民小學安靖分校 | 梅山鄉安靖村柿仔寮3號     | http://www.dnps.cyc.edu.tw/ （页面存档备份，存于）          |
| 嘉義縣梅山鄉瑞峰國民小學         | 梅山鄉瑞峰村生毛樹19-1號  | http://www.rfps.cyc.edu.tw （页面存档备份，存于）           |
| 嘉義縣梅山鄉太和國民小學         | 梅山鄉太和村蛤里味3鄰18號 | http://www.thps.cyc.edu.tw （页面存档备份，存于）           |
| 嘉義縣梅山鄉仁和國民小學         | 梅山鄉太和村社前湖6號     | http://www.rhps.cyc.edu.tw/ （页面存档备份，存于）          |
| 嘉義縣梅山鄉梅北國民小學         | 梅山鄉梅北村民生街1號     | http://www.mbps.cyc.edu.tw/ （页面存档备份，存于）          |

### 大埔鄉
| 名稱                   | 地址                  | 網址                                                 |
| 嘉義縣立大埔國民中小學 | 大埔鄉茄苳村竹圍仔5號 | https://www.dpjes.cyc.edu.tw/ （页面存档备份，存于） |

### 阿里山鄉
| 名稱                               | 地址                      | 網址                                                |
| 嘉義縣立阿里山國民中小學           | 阿里山鄉樂野村一鄰31號    | http://www.aljes.cyc.edu.tw/ （页面存档备份，存于） |
| 嘉義縣阿里山鄉達邦國民小學         | 阿里山鄉達邦村1鄰1號      | http://www.dbps.cyc.edu.tw/ （页面存档备份，存于）  |
| 嘉義縣阿里山鄉達邦國民小學里佳分校 | 阿里山鄉里佳村3鄰52號     | http://www.dbps.cyc.edu.tw/ （页面存档备份，存于）  |
| 嘉義縣阿里山鄉十字國民小學         | 阿里山鄉十字村16號        | http://www.shtps.cyc.edu.tw/ （页面存档备份，存于） |
| 嘉義縣阿里山鄉來吉國民小學         | 阿里山鄉來吉村4鄰91號     | http://www.ljes.cyc.edu.tw （页面存档备份，存于）   |
| 嘉義縣阿里山鄉山美國民小學         | 阿里山鄉山美村4鄰61號     | http://www.smes.cyc.edu.tw/ （页面存档备份，存于）  |
| 嘉義縣阿里山鄉新美國民小學         | 阿里山鄉新美村4鄰新美78號 | https://www.shmps.cyc.edu.tw （页面存档备份，存于） |
| 嘉義縣阿里山鄉香林國民小學         | 阿里山鄉香林村41號        | http://www.slps.cyc.edu.tw/ （页面存档备份，存于）  |
| 嘉義縣阿里山鄉茶山國民小學         | 阿里山鄉茶山村3鄰74號     | http://www.chses.cyc.edu.tw/ （页面存档备份，存于） |
| 嘉義縣豐山實驗教育學校             | 阿里山鄉豐山村47號        | http://www.fsees.cyc.edu.tw/ （页面存档备份，存于） |

## 已停辦學校
- 嘉義縣私立嘉南高級中學
- 嘉義縣私立明華高級中學
- 嘉義縣私立弘德高級工商職業學校 (2019年停辦)
- 稻江科技暨管理學院（2020年停辦）
- 大同技術學院（2022年停辦）
- 嘉義縣私立協志高級工商職業學校 (2022年停辦)